# Associazione Calcio Padova 1937-1938
Questa voce raccoglie le informazioni riguardanti l'Associazione Fascista Calcio Padova nelle competizioni ufficiali della stagione 1937-1938.

## Rosa
| N. |                   | Ruolo | Calciatore          |
| -- | ----------------- | ----- | ------------------- |
|    | Italia (bandiera) | P     | Giovanni Cavasin    |
|    | Italia (bandiera) | P     | Antonio Fincato     |
|    | Italia (bandiera) | D     | Gioacchino Bettini  |
|    | Italia (bandiera) | D     | Giuseppe De Marchi  |
|    | Italia (bandiera) | D     | Tullio Duimovich    |
|    | Italia (bandiera) | D     | Zefferino Grassetto |
|    | Italia (bandiera) | D     | Silvano Grassi      |
|    | Italia (bandiera) | D     | Bernardo Poli       |
|    | Italia (bandiera) | D     | Bruno Rossi         |
|    | Italia (bandiera) | D     | Piero Veratti       |
|    | Italia (bandiera) | A     | Vittorio Benelle    |

| N. |                   | Ruolo | Calciatore           |
| -- | ----------------- | ----- | -------------------- |
|    | Italia (bandiera) | A     | Amedeo Degli Esposti |
|    | Italia (bandiera) | A     | Giorgio Giaretta     |
|    | Italia (bandiera) | A     | Antonio Maran        |
|    | Italia (bandiera) | A     | Luigi Munari         |
|    | Italia (bandiera) | A     | Orfeo Nicoletto      |
|    | Italia (bandiera) | A     | Ermenegildo Orzan    |
|    | Italia (bandiera) | A     | Giuseppe Pavan       |
|    | Italia (bandiera) | A     | Walter Petron        |
|    | Italia (bandiera) | A     | Gastone Prendato     |
|    | Italia (bandiera) | A     | Renato Sanero        |

## Risultati

### Serie B

#### Girone di andata
| Arbitro: | Soliani (Genova) |

|                  |           |  |
| Mariani 38’, 41’ | Marcatori |  |

| Arbitro: | Mastellari (Bologna) |

|                                                                |           |              |
| Pavan 33’ Petron 44’ Bettini 52’ Maran 71’ Prendato 75’ (rig.) | Marcatori | 69’ Faccenda |

| Arbitro: | Candela (Firenze) |

|                           |           |  |
| Corbelli 23’ Cristina 85’ | Marcatori |  |

| 3 ottobre 1937 4ª giornata |  | – Turno di riposo |  |  |

| Arbitro: | Magrini (Perugia) |

|           |           |  |
| Pavan 81’ | Marcatori |  |

| Vercelli 17 ottobre 1937 6ª giornata | Pro Vercelli | 0 – 0 referto | Padova | Stadio Leonida Robbiano\| Arbitro: \| Fois (Roma) \| |
| Arbitro:                             | Fois (Roma)  |               |        |                                                      |

| Arbitro: | Bertolio (Torino) |

|              |           |  |
| Giaretta 49’ | Marcatori |  |

| Arbitro: | Saracini (Ancona) |

|             |           |            |
| Bianchi 13’ | Marcatori | 29’ Petron |

| Arbitro: | Pizziolo (Firenze) |

|                                   |           |                                  |
| Benelle 2’ Prendato 15’ Pavan 45’ | Marcatori | 38’ Sentimenti 76’ (rig.) Nebbia |

| Arbitro: | Curradi (Firenze) |

|                               |           |                     |
| Prendato 29’, 44’ Benelle 53’ | Marcatori | 67’ (rig.) Barbieri |

| Arbitro: | Dellarole (Vercelli) |

|  |           |            |
|  | Marcatori | 85’ Petron |

| Arbitro: | Vettori (Pisa) |

|                          |           |  |
| Benelle 12’ Prendato 43’ | Marcatori |  |

| Arbitro: | Pirovano (Monza) |

|                        |           |  |
| Ferrari 4’ Imberti 37’ | Marcatori |  |

| Arbitro: | Saracini (Ancona) |

|                        |           |  |
| Orzan 18’ Giaretta 69’ | Marcatori |  |

| Arbitro: | Ceccherini (Como) |

|                                 |           |  |
| Tabacchi 49’ (rig.) Verrina 59’ | Marcatori |  |

| Arbitro: | Dellarole (Roma) |

|                                         |           |              |
| Pavan 5’ Orzan 32’, 38’, 54’ Petron 59’ | Marcatori | 19’ Lombardo |

| Arbitro: | Moretti (Genova) |

|                                                                            |           |                        |
| Orzan 14’, 27’, 49’ Fiammenghi 54’ (aut.), 65’ (aut.) Petron 67’ Pavan 87’ | Marcatori | 55’ Alghisi 59’ Uneddu |

#### Girone di ritorno
| Arbitro: | Zelocchi (Modena) |

|       |           |       |
| Orzan | Marcatori | Torri |

| Pisa 6 febbraio 1938 19ª giornata | Pisa               | 0 – 0 referto | Padova | Campo del Littorio\| Arbitro: \| Carminati (Milano) \| |
| Arbitro:                          | Carminati (Milano) |               |        |                                                        |

| Arbitro: | Scotto (Savona) |

|       |           |  |
| Orzan | Marcatori |  |

| 20 febbraio 1938 21ª giornata |  | – Turno di riposo |  |  |

| Arbitro: | Fois (Roma) |

|  |           |                      |
|  | Marcatori | 24’ Petron 87’ Orzan |

| Arbitro: | Ciamberlini (Genova) |

|  |           |                 |
|  | Marcatori | Alberico Brossi |

| Arbitro: | Mastellari (Bologna) |

|                       |           |       |
| Diotallevi ?’, ?’, ?’ | Marcatori | Orzan |

| Arbitro: | Pirovano (Monza) |

|             |           |  |
| Orzan Pavan | Marcatori |  |

| Arbitro: | Saracini (Ancona) |

|                           |           |       |
| Carnevali Franzoni Sireni | Marcatori | Pavan |

| Arbitro: | Dellarole (Roma) |

|         |           |  |
| Rampini | Marcatori |  |

| Arbitro: | Carminati (Milano) |

|                       |           |  |
| Bettini Degli Esposti | Marcatori |  |

| Arbitro: | Curradi (Firenze) |

|      |           |                              |
| Tosi | Marcatori | Giaretta Degli Esposti Pavan |

| Arbitro: | Biancone (Roma) |

|                |           |         |
| Orzan Giaretta | Marcatori | Ruffini |

| Arbitro: | Dattilo (Roma) |

|                   |           |  |
| Coscia 38’ (rig.) | Marcatori |  |

| Padova 8 maggio 1938 32ª giornata                       | Padova    | 2 – 1 referto | Spezia | Stadio Silvio Appiani |
| \| \| \| \| \| Degli Esposti Rossi \| Marcatori \| ? \| |           |               |        |                       |
|                                                         |           |               |        |                       |
| Degli Esposti Rossi                                     | Marcatori | ?             |        |                       |

| Arbitro: | Mastellari (Bologna) |

|                            |           |  |
| Alberti 65’, 82’ Bazan 86’ | Marcatori |  |

| Arbitro: | Melioli (Genova) |

|  |           |          |
|  | Marcatori | 9’ Orzan |

### Coppa Italia
| Arbitro: | Limido (Milano) |

|                  |           |  |
| Poggipollini 42’ | Marcatori |  |

## Statistiche

### Statistiche di squadra
| Competizione | Punti | In casa | In casa | In casa | In casa | In casa | In casa | In trasferta | In trasferta | In trasferta | In trasferta | In trasferta | In trasferta | Totale | Totale | Totale | Totale | Totale | Totale | DR  |
| Competizione | Punti | G       | V       | N       | P       | Gf      | Gs      | G            | V            | N            | P            | Gf           | Gs           | G      | V      | N      | P      | Gf     | Gs     | DR  |
| ------------ | ----- | ------- | ------- | ------- | ------- | ------- | ------- | ------------ | ------------ | ------------ | ------------ | ------------ | ------------ | ------ | ------ | ------ | ------ | ------ | ------ | --- |
| Serie B      | 40    | 16      | 14      | 1       | 1       | 39      | 12      | 16           | 4            | 3            | 9            | 10           | 21           | 32     | 18     | 4      | 10     | 49     | 33     | +16 |
| Coppa Italia |       | -       | -       | -       | -       | -       | -       | 1            | 0            | 0            | 1            | 0            | 1            | 1      | 0      | 0      | 1      | 0      | 1      | -1  |
| Totale       |       | 16      | 14      | 1       | 1       | 39      | 12      | 17           | 4            | 3            | 10           | 10           | 22           | 33     | 18     | 4      | 11     | 49     | 34     | +15 |

### Statistiche dei giocatori
| Giocatore        | Serie B  | Serie B | Coppa Italia | Coppa Italia | Totale   | Totale |
| Giocatore        | Presenze | Reti    | Presenze     | Reti         | Presenze | Reti   |
| ---------------- | -------- | ------- | ------------ | ------------ | -------- | ------ |
| V. Benelle       | 10       | 3       | 1            | 0            | 11       | 3      |
| G. Bettini       | 32       | 2       | 1            | 0            | 33       | 2      |
| G. Cavasin       | 30       | -?      | 1            | -1           | 31       | -1+    |
| A. Degli Esposti | 9        | 3       | -            | -            | 9        | 3      |
| G. De Marchi     | 22       | 0       | 1            | 0            | 23       | 0      |
| T. Duimovich     | 15       | 0       | -            | -            | 15       | 0      |
| A. Fincato       | 2        | -?      | -            | -            | 2        | -0+    |
| G. Giaretta      | 29       | 3       | 1            | 0            | 30       | 3      |
| Z. Grassetto     | 32       | 0       | 1            | 0            | 33       | 0      |
| S. Grassi        | 1        | 0       | -            | -            | 1        | 0      |
| A. Maran         | 3        | 1       | -            | -            | 3        | 1      |
| L. Marigo        | 2        | 0       | -            | -            | 2        | 0      |
| L. Munari        | 2        | 0       | -            | -            | 2        | 0      |
| O. Nicoletto     | 2        | 0       | -            | -            | 2        | 0      |
| E. Orzan         | 19       | 16      | -            | -            | 19       | 16     |
| G. Pavan         | 28       | 9       | 1            | 0            | 29       | 9      |
| W. Petron        | 31       | 6       | 1            | 0            | 32       | 6      |
| B. Poli          | 17       | 0       | 1            | 0            | 18       | 0      |
| G. Prendato      | 20       | 5       | 1            | 0            | 21       | 5      |
| B. Rossi         | 31       | 1       | 1            | 0            | 32       | 1      |
| R. Sanero        | 5        | 0       | -            | -            | 5        | 0      |
| P. Veratti       | 10       | 0       | -            | -            | 10       | 0      |